# 那賀川町色ケ島
那賀川町色ケ島（なかがわちょういろがしま）は、徳島県阿南市の大字。2010年10月1日現在の人口は282人、世帯数は83世帯。郵便番号は〒779-1112。

## 地理
阿南市の北部に位置。東は紀伊水道、南は那賀川町今津浦、北は那賀川町江野島に接する。
沿岸漁業と稲作中心の農業地帯であるが、ほとんどが兼業農家で、キュウリ、イチゴ等の施設園芸等に取り込む農家がある。

### 小字
- 網干
- 大久保
- 塩ケ崎
- 野上
- 民養
- 向原

## 歴史
2006年（平成18年）3月20日に那賀郡那賀川町が阿南市と合併し、阿南市那賀川町色ケ島になる。

## 施設
- 住友神社
- 奥村神社

## 交通

### 道路
国道
- 国道55号（阿南道路）

都道府県道
- 徳島県道27号阿南那賀川線
- 徳島県道141号大林那賀川阿南線